# Aston Martin Coal Scuttle
L'Aston Martin Coal Scuttle de 1915 va ser el primer automòbil de la firma britànica. Duia un motor Coventry-Simplex de quatre cilindres i el xassís d'un Isotta-Fraschini de 1908. Aquest model va ser fabricat l'any 1915 però la producció d'aquest no va començar fins al 1920 degut a l'esclat de la Primera Guerra Mundial (1914-1918). El motor del Coal Scuttle aportava uns 11 cavalls de potència i era capaç d'arribar fins als 79 km/h.